# Orange Sky Golden Harvest
Orange Sky Golden Harvest är en kinesisk filmstudio grundad av filmproducenterna Raymond Chow (鄒文懐) och Leonard Ho Koon Cheung (何冠昌) i Hongkong. Det var den första kinesiska filmstudion som lyckades slå igenom i väst. Det dominerande också samtidigt försäljningen i Hongkong under 1970 och 1980-talet. Företaget hette tidigare "Golden Harvest" tills det bytte namn 2009.

## Historia
Raymond Chow och Leonard Ho Koon Cheung var två av filmbolaget Shaw Brothers mest framstående producenter, innan de i början på 1970-talet beslöt att öppna sin egen studio. 
1973 gjorde Golden Harvest en engelskspråkig produktion tillsammans med Warner Brothers som kom att förändra både framtiden för bolaget och för alltid förändra martial arts-filmvärlden. Filmen var Enter the Dragon (龍爭虎鬥) med den nya superstjärnan Bruce Lee.
Golden Harvest tog i slutet på 1970-talet över Shaw Brothers roll som Hongkongs dominerande studio och behöll den positionen in på 1990-talet. En stor del av den framgången ligger i att de producerade i stort sett alla filmerna med Asiens största filmstjärna – Jackie Chan. De har också producerat ett antal filmer med stjärnor som Jet Li och Donnie Yen.
Golden Harvest drogs sig 2003 tillbaka från filmskapandet och riktade då mer in sig på finansiering och distribution av filmer samt på att driva biografer i Hongkong, Kina, Taiwan, Malaysia och Singapore.

## Producerade filmer (i urval)
- Teenage Mutant Ninja Turtles
- Teenage Mutant Hero Turtles II - Kampen om Ooze
- Teenage Mutant Hero Turtles III
- Dragons Forever
- Projekt A - Piratpatrullen
- The Big Boss
- Fist of Fury
- Way of the Dragon
- Game Of Death
- Wheels on Meals
- The Cannonball Run
- Rumble in the Bronx
- Summer Snow

### Fotnoter
1. ↑  hämtat från: engelskspråkiga Wikipedia.[källa från Wikidata]
2. ↑  Clifford Coonan (22 juli 2009). ”Chengtian gathers in Golden Harvest” (på engelska). Varity. http://variety.com/2009/biz/markets-festivals/chengtian-gathers-in-golden-harvest-1118006323/. Läst 11 februari 2017.